# Sociëteit de Plaats Royaal

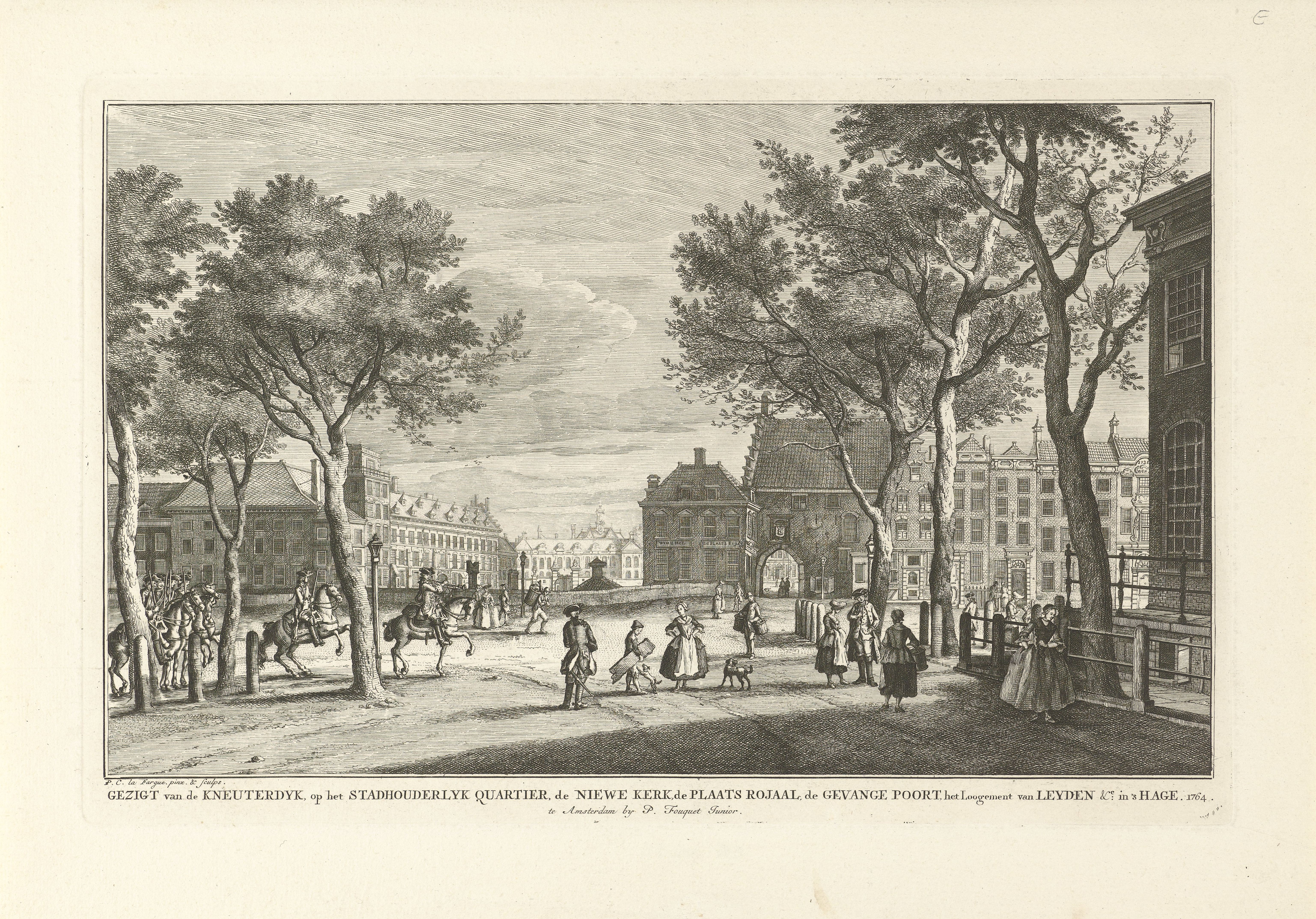
Gezicht vanaf de Kneuterdijk te Den Haag Gezigt van de Kneuterdyk, op het Stadhouderlyk Quartier, de Nieuwe Kerk, de Plaats Rojaal, de Gevange Poort, het Loogement van Leyden &c in 's Hage

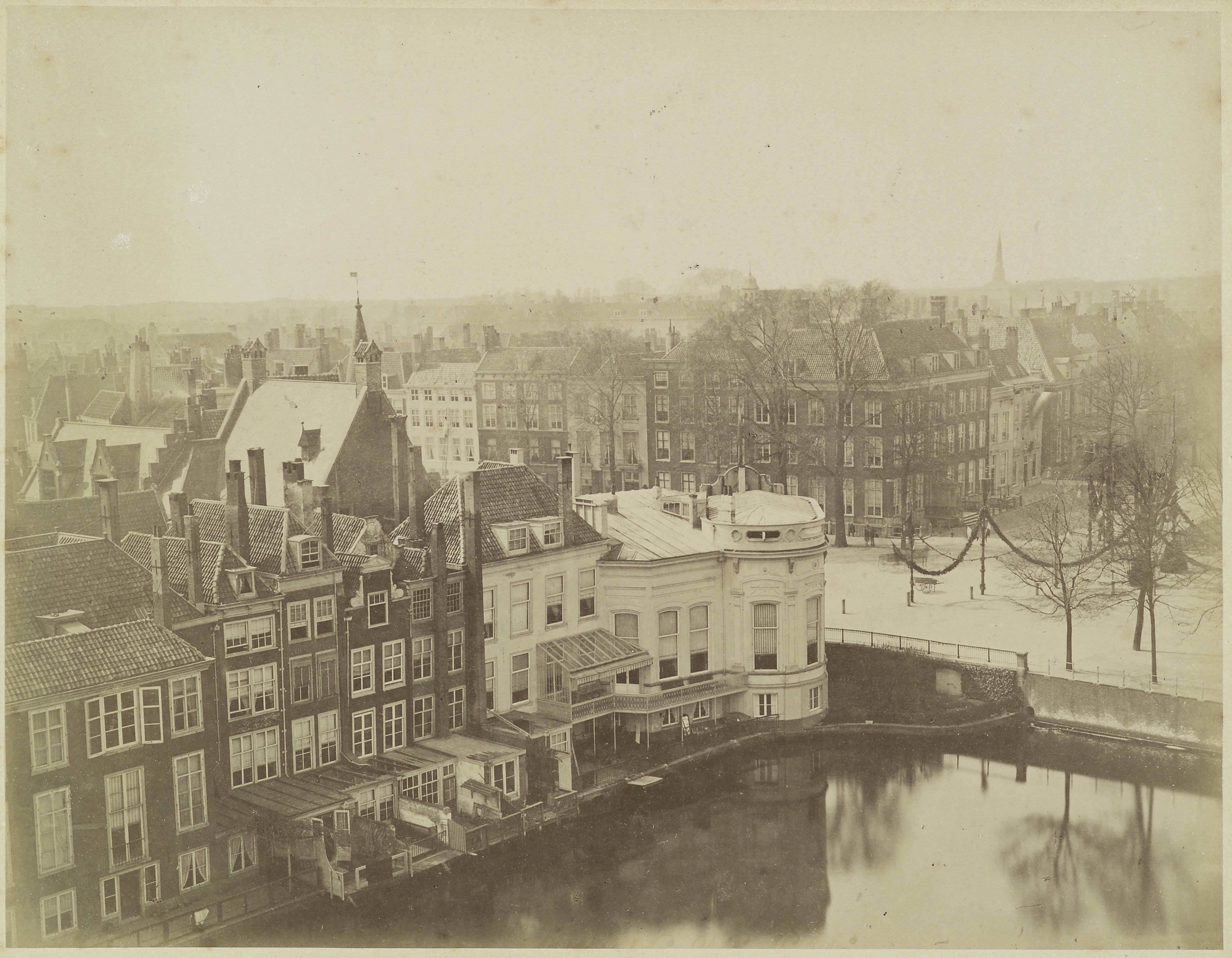
Huizen bij de Gevangenpoort, Plaats en Kneuterdijk, waaronder de Plaats Royaal, gezien vanaf de Hofvijver

De Sociëteit de Plaats Royaal was de tweede herensociëteit van Den Haag. Hij werd opgericht in 1768, twintig jaar na de Haagsche Club.

## Geschiedenis
De sociëteit had een pand met adres Plaats 35, maar het lag eigenlijk op het Buitenhof, aan de Hofvijver, waar toen een hele rij huizen langs het water stond. 
Kastelein was in het begin van de twintigste eeuw Cornelis Leunis (1866-1932), die er met zijn vrouw en dochter van 1905-1922 woonde. Vanaf 1928 was de kastelein H. Vleugels, die na anderhalf jaar overleed. Jonkheer Mr Willem Vincent Reinier Karel Baud (1840-1933, zoon van J.C. Baud), kolonel en adjudant in buitengewone dienst van H.M. de koningin, was inwonend lid van de sociëteit.

### Verhuizing
De rij met huizen moest in 1923 afgebroken worden om het verkeer, dat voorheen door de Gevangenpoort reed, meer ruimte te geven. De sociëteit kreeg een schadeloosstelling en kocht daarvan een pand aan de Parkstraat, nummer 38, vlak bij de Mauritskade. 

## Fusie
In 1937 fuseerde De Plaats Royaal met de Haagsche Club en trok daarbij in. De naam van de club werd toen Haagsche Club - Plaats Royaal.